# Cirilo Volkmar Machado
Cirilo o Cyrillo Volkmar Machado (Lisboa, 1748 — Lisboa, 1823), fue un pintor, escultor y arquitecto portugués. Se le considera el primer historiador del arte portugués.

## Biografía

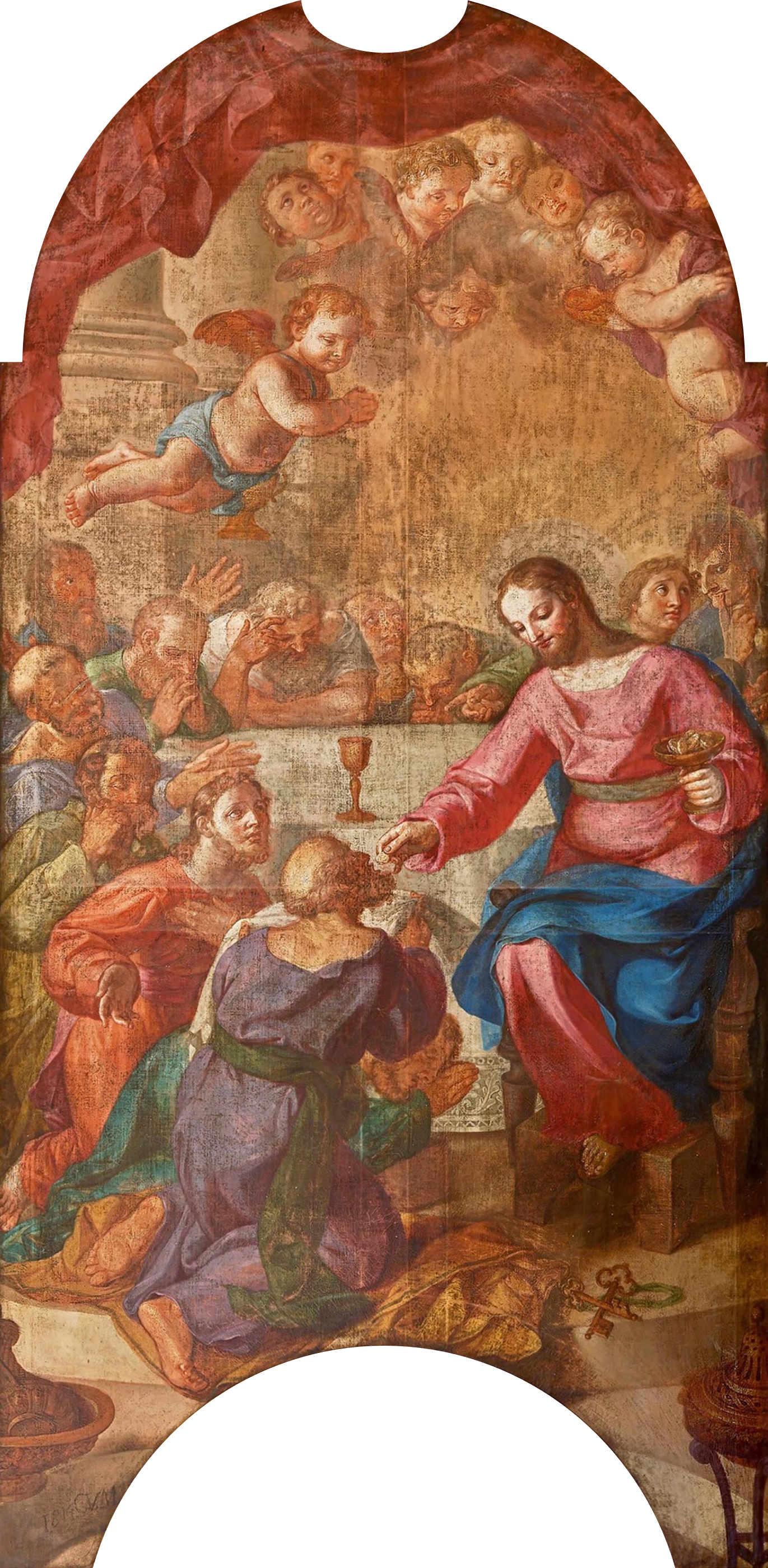
Última Cena (1814), Cirilo Volkmar Machado en la Iglesia de San Sebastián da Pedreira (Lisboa)

Pintor que vivió entre 1748 y 1823, habiendo sido discípulo de su tío, João Pedro Volkmar, estudió en Sevilla y Roma y, al regresar a Portugal, intentó crear una Academia do Nú [Academia del desnudo]. Pintó paneles y techos en iglesias, palacios, casas de nobles y edificios públicos. Diseñó el proyecto de la Cadeia da Relação de Oporto. También realizó algunas pinturas en la remodelación del Palacio Nacional de Mafra, el Palacio Grilo y el Palacio Nacional de Ajuda, particularmente algunos techos. Cuando trabajaba en el Palacio de Ajuda, fue consultado a menudo sobre aspectos relacionados con la pintura y la arquitectura, habiendo presentado un proyecto para terminar la fachada.
Reunió una extensa colección de memorias sobre pintores, escultores y arquitectos que trabajaron en Portugal, que fueron publicadas póstumamente en el libro Colección de memorias, relativas a la vida de pintores, escultores, arquitectos y grabadores portugueses y extranjeros, que estuvieron en Portugal. Dado a natureza inédita desta obra, o editor escreveu no seu inícioː

Julgamos fazer à Pátria, e à Glória Nacional algum serviço publicando estas Memórias, que seu Autor recolheu com sumo trabalho, e que a sua modéstia, enatural encolhimento não ousou publicar em sua vida. Ninguém poderá duvidar que são muito escassas, e até inéditas as notícias de todos aqueles Artistas, que  enobreceram a Nação por meio de suas Obras, quando os Vasaris, Rafaeis Sopranes, Rossis, Leonardos da Vinci, e Palominos se ocuparam em deixarem à posterioridade um monumento precioso, tem havido entre nós o mais ingrato silêncio, não perpetuando a memória de muitos Portugueses nelas insignes.
Creemos hacer algún servicio a la Patria y a la Gloria Nacional publicando estas Memorias, que su Autor recopiló con gran esfuerzo, y que su modestia y natural encogimiento no se atrevió a publicar en vida. Nadie puede dudar que las noticias de todos aquellos Artistas que ennoblecieron a la Nación a través de sus Obras son muy escasas, e incluso inéditas, cuando los Vasaris, Rafaeis Sopranes, Rossis, Leonardos da Vinci y Palominos se ocupaban de dejar tras de sí un precioso monumento, ha habido entre nosotros el silencio más ingrato, sin perpetuarse la memoria de muchos portugueses ilustres.

«Cyrillo Volkmar Machado» es el título de la 27.ª carta que el conde Atanazy Raczyński, representante del gobierno prusiano en Portugal, escribió en su manuscrito sobre el arte en Portugal.
Cyrillo Volkmar Machado fue miembro correspondiente de la Academia Tubuciana de Abrantes, fundada en 1802.

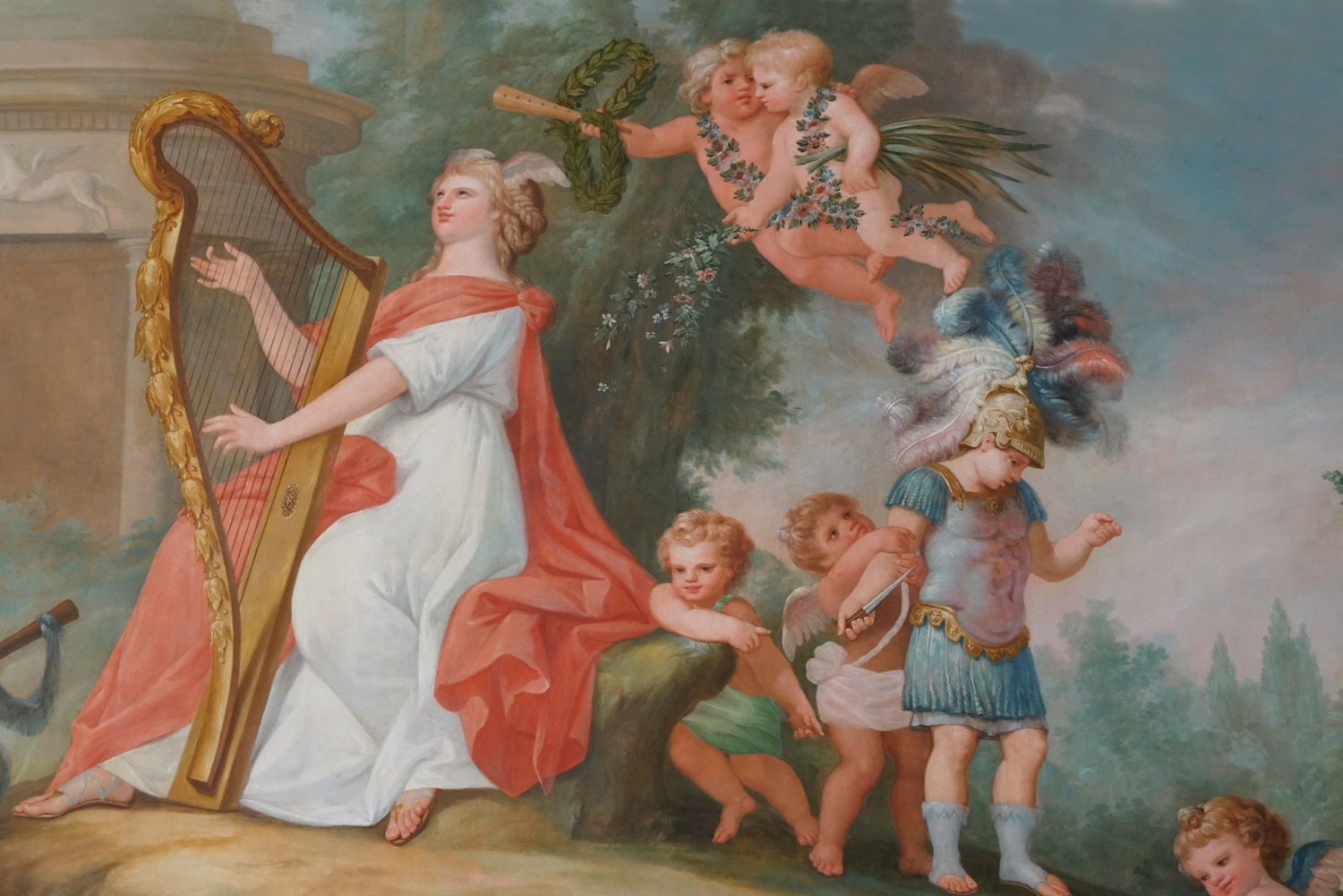
Pintura mural en el techo de la Sala de la Academia del Palacio do Grilo,, realizado por Cirilo Volkmar Machado

## Obras escritas por Cyrillo Volkmar Machado
- Volkmar Machado, Cirilo (1823). Collecção de memórias, relativas às vidas dos pintores, e escultores, architetos, e gravadores portuguezes, e dos estrangeiros, que estiverão em Portugal (en inglés). Lisboa: Imprensa de Victorino Rodrigues da Silva.
- Volkmar Machado, Cirilo (1794). Conversações sobre a pintura, escultura, e architectura (en portugués). Conversações I a IV. Lisboa: Oficina de Simão Thaddeo Ferreira.
- Volkmar Machado, Cirilo (1798). Conversações sobre a pintura, escultura, e architectura (en portugués). Conversações V a VI. Lisboa: Oficina de Simão Thaddeo Ferreira.
- Volkmar Machado, Cirilo (1817). Nova academia de pintura: dedicada às senhoras portuguezas que amão ou se applicão ao estudo das Bellas Artes (en portugués). Lisboa: Impressão Regia.